# Hafez
Coja Xameçadim Maomé Hafez de Xiraz (em persa: خواجه شمس‌الدین محمد حافظ شیرازی; romaniz.: Khwāja Šamsu d-Dīn Muḥammad Hāfez-e Šīrāzī), conhecido por seu pseudônimo Hafez ou Hafiz, foi um poeta lírico e místico persa, nascido entre 1310 e 1337 na cidade de Xiraz na Pérsia (Irão), filho de Baaudim.
Suas obras selecionadas (Divã) podem ser encontradas nas casas da maioria dos iranianos, que aprendem seus poemas de cor e os usam como provérbios e ditados até hoje. Sua vida e seus poemas têm sido objeto de muita análise, comentário e interpretação e têm influenciado a literatura persa pós-século XIV mais do que qualquer outra coisa.
Os principais temas de seus gazeis são o amor, a celebração do vinho e da embriaguez e a exposição da hipocrisia daqueles que se colocaram como guardiões, juízes e exemplos de retidão moral. Seus poemas líricos são notáveis por sua beleza, por fruir do amor, pelo misticismo e por temas sufi que haviam permeado a poesia persa.
Sua presença na vida dos iranianos pode ser sentida através da leitura de Hafez (fāl-e hāfez, em persa: فال حافظ), uso frequente de seus poemas na música persa tradicional, artes visuais e caligrafia persa. Seu túmulo em Xiraz é uma obra da arquitetura iraniana e frequentemente visitada. Adaptações, imitações e traduções de poemas de Hafez existem em todos os principais idiomas.

## Vida
Pouco se sabe sobre a vida de Hafez, principalmente em seus primórdios, existem partes constatadas como anedota mítica. Alguns dos esboços biográficos mais antigos que citam Hafez são geralmente considerados não-confiáveis. Julgando por suas poesias, ele deve ter tido uma boa educação ou acredita-se que foi autodidata.
Um documento inicial para discutir a vida de Hafez é o prefácio de seu Divã, que foi escrito por um desconhecido contemporâneo de Hafez, cujo nome pode ter sido Mohammad Golandām. A edição moderna geralmente aceita do Divã de Hafez é conhecida como Qazvini-Ḡani, editada por Moḥammad Qazvini e Qāsem Ḡani.
A maioria dos estudiosos modernos concorda que Hafez nasceu em 1315, e seguindo um cálculo feito por Jami, consideram 1390 como sua data de morte.
Estudiosos concordam que:
Seu pai Baha-ud-Din foi um comerciante de carvão que morreu quando Hafez era uma criança, deixando sua mãe e ele em débito. Provavelmente conheceu Attar de Xiraz, um sábio sem reputação, tornou-se assim seu discípulo. É possível que Hafez tenha ganhado a posição de professor em uma escola de Corão.
Aos seus trinta anos, Mubariz Muzaffar capturou a cidade de Xiraz e expulsou Hafez de seu cargo. Hafez aparentemente reconquistou sua posição por um curto período de tempo após Xá Xuja capturar seu pai, Mubariz Muzaffar. Mas brevemente Hafez foi forçado a se exilar quando rivais e religiosos que havia criticado começaram a difamá-lo. Outra possível causa de suas desventuras pode ser um romance que teve com uma bela turca, Shakh-e Nabat. Hafez fugiu de Xiraz para Espaã e Iazde.
Na idade de cinquenta e dois anos, Hafez novamente recebeu seus cargos que ocupara, e possivelmente foi convidado pessoalmente pelo Xá Xuja, que suplicou para ele seu retorno. Ele obteve uma posição mais sólida com a morte do Xá Xuja, quando o Xá Xujadim Muzafar ascendeu ao trono por um período breve, antes de ser derrotado por Tamerlão.
Quando velho, aparentemente foi ao encontro de Tamerlão para defender sua poesia contra acusações de blasfêmia.
Acredita-se que Hafez morreu aos 69 anos. Sua tumba está localizada nos Jardins de Musalla em Xiraz.

## Lendas sobre Hafez

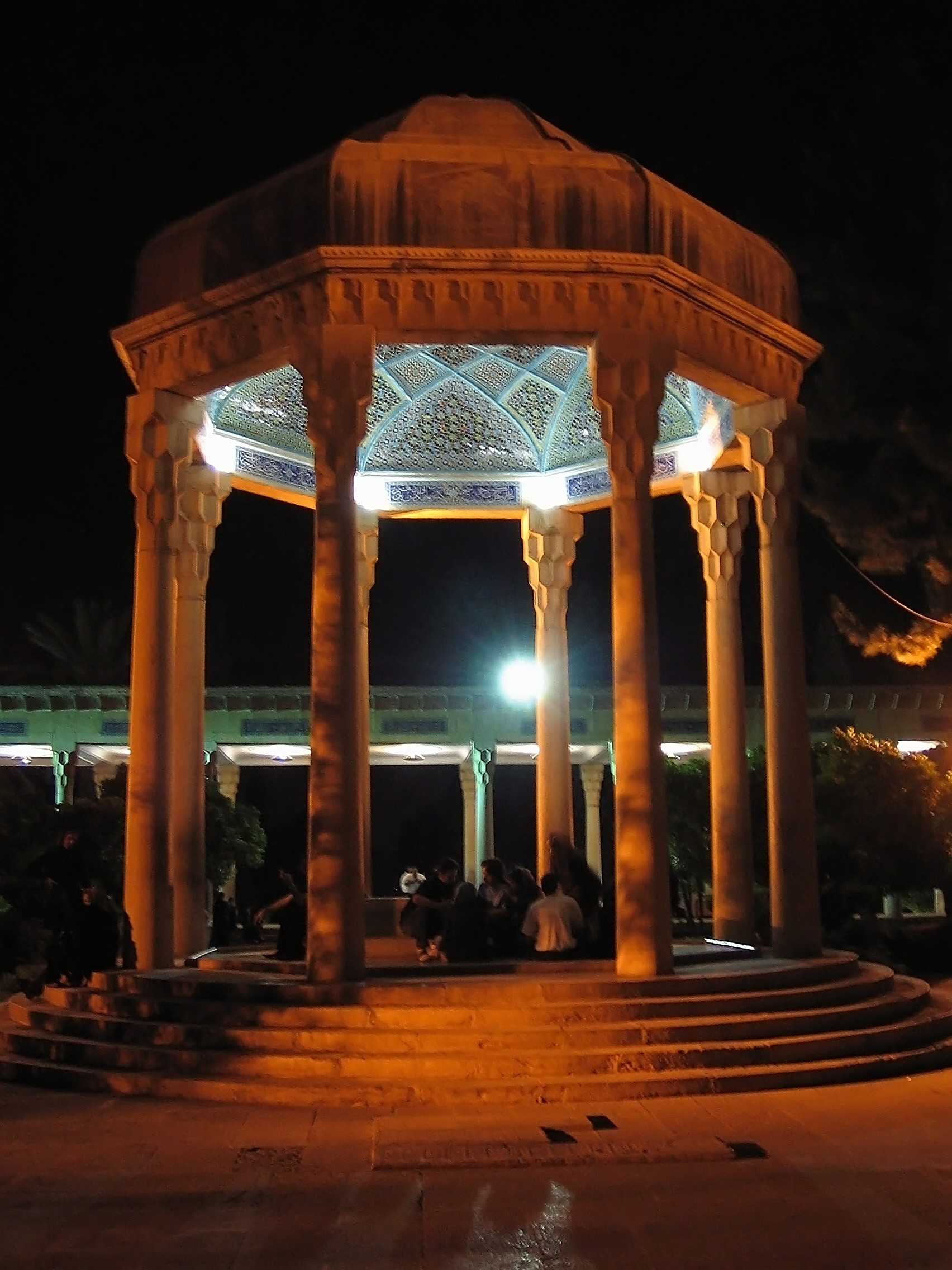
Túmulo de Hafez em Xiraz, Irão

Histórias míticas e semi-miraculosas foram contadas acerca de Hafez após a sua morte. Três exemplos são:
É dito que ao ouvir seu pai recitando, Hafez memorizou o Corão em sua tenra idade. Também se diz que Hafez havia memorizado os trabalhos de Molano (Jalal al-Din Muhammad Rumi), Sa'di, Attar e Nezami.
Segundo uma tradição, antes de encontrar Hajji Zayn al-Attar, Hafez vinha trabalhando em uma padaria local. Hafez entregava pão em um rico quarteirão da cidade, onde viu Shakh-e Nabat, alegadamente uma mulher de grande beleza, a quem alguns de seus poemas são endereçados. Sabendo que seu amor por ela não seria correspondido e arrebatado por sua beleza, ele teria tido sua primeira vigília mística em seu desejo de realizar esta união, após o que, dominado por um ser de incomparável beleza (que se identifica como um anjo), ele começa seu caminho místico da realização, em busca da união espiritual com o divino. O paralelo óbvio ocidental é a de Dante e Beatriz.
Aos sessenta anos ele teria iniciado uma vigília de quarenta dias e noites em um círculo que teria desenhado para ele. No quadragésimo dia ele teria se encontrado com Attar, no que é conhecido como seu quadragésimo aniversário e a ele foi oferecido um copo de vinho. Foi lá que ele disse ter atingido sua "consciência cósmica". Hafez sugere neste episódio, em um de seus versos, que o leitor atinja a "clareza de vinho", deixando-o "assentar por 40 dias".
Em um conto famoso, o famoso conquistador Tamerlão raivosamente convocou Hafez a vir lhe dar uma explicação para um de seus versos
اگر آن ترک شیرازی بدست‌آرد دل مارا
به خال هندویش بخشم سمرقند و بخارا را
Se essa beleza Xirazi tomasse meu coração na mão
Eu daria Samarcanda e Bucara por sua pinta preta
Com Samarcanda sendo a capital de Tamerlão e Bucara a cidade mais bonita do seu reino. "Com os golpes de minha espada brilhante", queixou-se Timur, "eu tenho subjugado a maior parte do globo habitável ... para embelezar Samarcanda e Bucara, as bases do meu governo, e você iria vendê-las em troca da pinta preta de algum menino em Xiraz!" Hafez, do modo que se conta a história, curvou-se profundamente e respondeu: "Ai de mim, ó príncipe, é esta prodigalidade que é a causa da miséria em que você me vê".
Tamerlão ficou tão surpreso e satisfeito com essa resposta que dispensou Hafez com bonitos presentes.
Hafez foi morto devido as complicações no seu organismo.

## Obras e Influências
Não existe versão definitiva de seus trabalhos (ou diwan), embora no Museu Gulbenkian se encontre exposto um Diwan de Hafiz. Eles variam de 573 a 994 poemas. No Irão, a coleção de seus poemas tem sido usada para auxiliar a adivinhação popular.
Somente a partir dos anos quarenta, foi que surgiram esforços sustentados por estudiosos - Mas'ud Farzad, Qasim Ghani e outros no Irão - para autenticação de seus trabalhos e remover erros introduzidos por copistas e críticos. Entretanto a autenticidade destas obras tem sido questionada (Michael Hillmann em 'Rahnema-ye Ketab' Nº 13 (1971), "Kusheshha-ye Jadid dar Shenakht-e Divan-e Sahih-e Hafez").
Pensa-se que a poesia de Hafez teve influência da fé islâmica, embora seja respeitado por hindus, cristãos e outros. Clamado por conhecido professor espiritual, Mehr Baba, de acordo com Daniel Ladinsky, Hafez teria sido seu poeta predileto devido a seu entendimento de espiritualidade.

## Hafez na cultura persa contemporânea
Os poemas de Hafez estão entre os poemas persas mais populares. Eles são frequentemente usados na música como nos trabalhos de Mohammad Reza Shajarian. Adultos jovens têm agora se envolvido com as obras de Hafez, especialmente após a banda de rock O-hum, ter-se devotado a apenas usar letras de Hafez. Sua poesia é também uma das fontes de inspiração de um dos líderes da pintura iraniana Mahmoud Farshchian.

## Leilão
Um Divan de Hafez será leiloado pela Sotheby’s, no dia 1 de abril de 2020. O manuscrito, iluminado a ouro, é datado de 1462 e espera-se conseguir entre 100 a 150 mil euros.